# ودية المثلية الجنسية

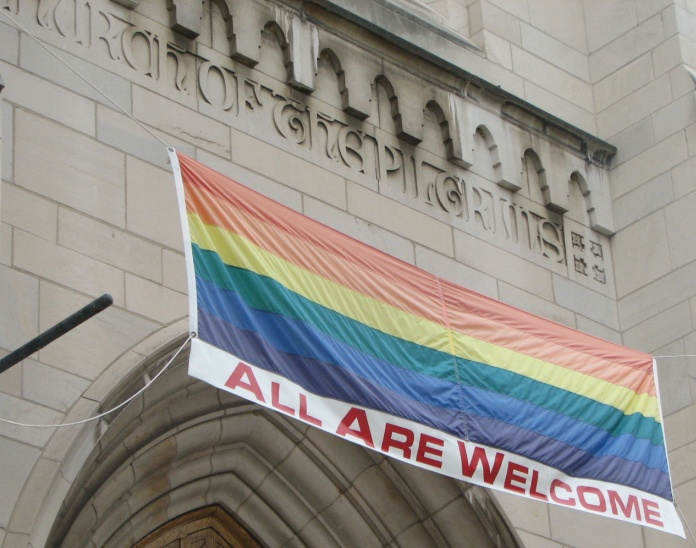
لافتة ترحب بالإختلاف بمدخل كنيسة بواشنطن

ودية المثلية الجنسية (Gay-friendly بالإنجليزية) هي صفة تعطي لكل الأماكن والسياسات والأشخاص والمؤسسات التي ترحب بالمنتمين لمجموعات الإل جي بي تي، بهدف دعمهم وترسيخ المساواة بيت جميع المواطنين. ظهر هذا المصطلح في أواخر القرن العشرين في أمريكا الشمالية نتيجة إدراج حقوق المثليين وقبول السياسات الداعمة في الأماكن العامة خاصة أماكن العمل والمدارس، ولتمييز مثليي الجنس ومثليات الجنس كمجموعة مستهلكين على حدة بالشركات.

## الأماكن

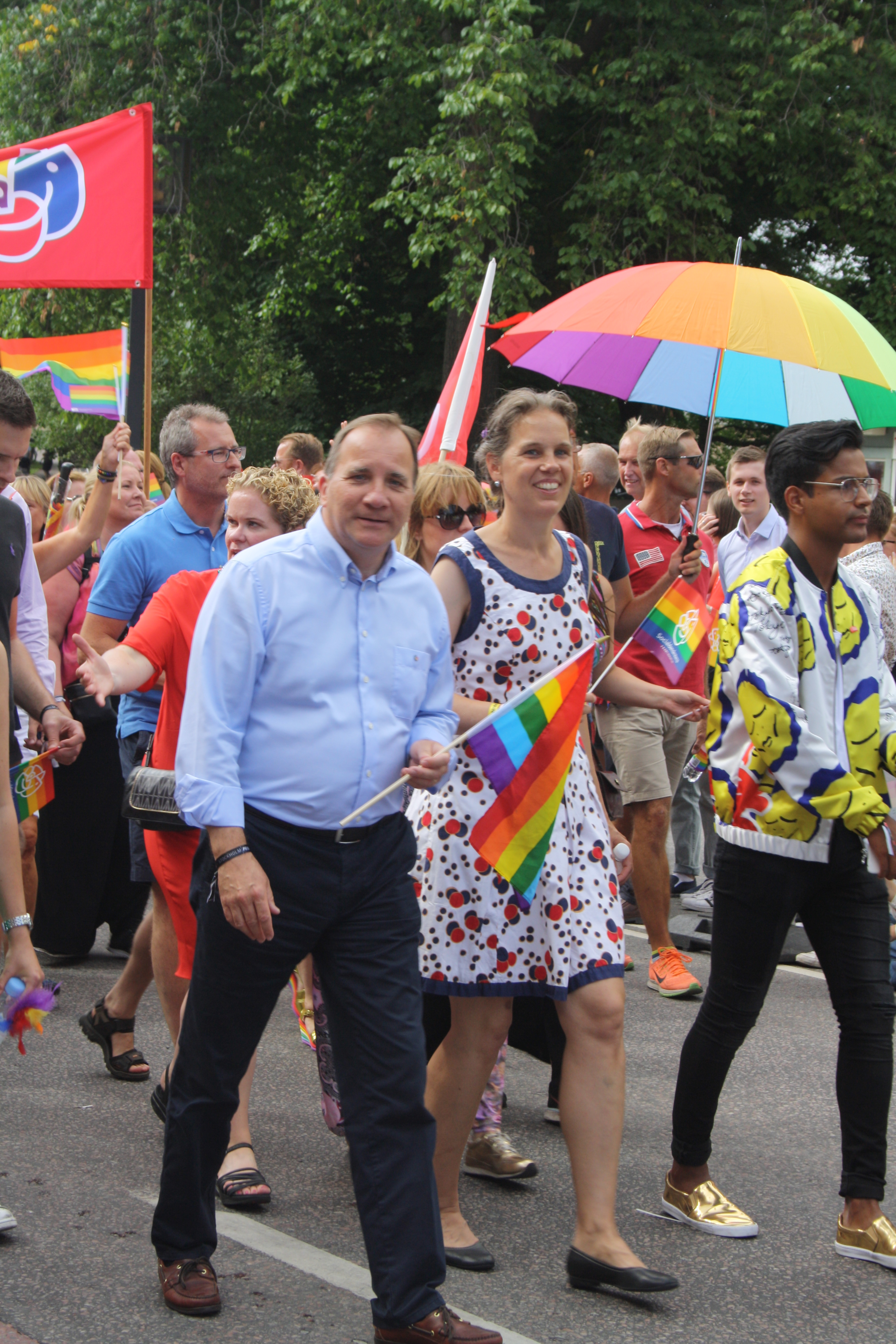
رئيس الوزراء السويدي ستيفان لوفن مشارك قي مسيرة الفخر بستوكهلم لسنة 2016

أغلب المدن التي تعرف نفسها كصديقة للمثليين موجودة بأوروبا وأمريكا الشمالية، ونذكر منها سان فرانسيسكو وسياتل وتل أبيب ومدينة نيويورك وسيدني وريو دي جانيرو وملبورن ومدريد وباريس وبويرتو فالارتا وشيكاغو وبرايتون وأمستردام وبوينس آيرس ومونتريا ولندن وكوبنهاجن وبرلين وغيرها.
تنشر مجلة ذا أدفوكايت دوريًا قائمة بأكثر المدن الصديقة للمثليين في أمريكا والتي تضم مدنًا مثل مينيابوليس وألبوكيرك وسان دييغو وأوستن وعدة مدن أخرى مستندة في تقييمها إلى حقائق مثل قوانين الزواج، وعدد الأزواج من نفس الجنس، وغيرها من التصفيات.
ينشر دليل سبارتاكوس الدولي للمثليين دليل مثلي الجنس للسفر، وهو تصنيف من الدول الصديقة للمثليين. تتم إضافة النقاط إلى البلدان حسب مستوى مكافحة التمييز والهوموفوبيا إضافة إلى قوانين الزواج والشراكة والتبني المتساوية. وفي الوقت نفسه، يتم طرح النقاط لقوانين المساندة للهوموفوبيا، والقيود المفروضة على حاملي فيروس نقص المناعة البشرية، والتأثير الديني، والملاحقة القضائية، وجرائم القتل وأحكام الإعدام على المثليين.
في عام 2013، ضم هذا الدليل غالبية دول أوروبا الغربية في المراكز الـ 11 الأولى (السويد، الدنمارك، أيسلندا، النرويج، فنلندا، بلجيكا، فرنسا، هولندا، المملكة المتحدة وإسبانيا)، بالإضافة إلى كندا ونيوزيلندا وأوروجواي. الدول الخمس في نهاية القائمة هي إيران والإمارات العربية المتحدة وروسيا والأردن وجامايكا.

## شركات وأعمال
تسوق العديد من الشركات نفسها على أنها صديقة للمثليين. تعمل حملة حقوق الإنسان على تحقيق المساواة للمثليين والمثليات وغيرهم وتنشر قائمة بالشركات التي لها قضايا تمييز على أساس التوجه الجنسي. الشركات المشهورة ببيئات العمل الصديقة للمثليين تشمل ديل وكوكا كولا. تقدم شركات من أمثال آر فاميلي فّاكيشينز، ومانسبري، وفولكس فاغن، وغينش غونش، وإيغوتور، وشركات عديدة أخرى خدمات ومنتجات تستهدف شريحة العملاء المثليين.